# Vitstjärtad iora
Vitstjärtad iora (Aegithina nigrolutea) är en fågel i familjen ioror inom ordningen tättingar.

## Utseende
Vitstjärtad iora är en av endast fyra arter i familjen ioror, alla relativt små fåglar med smala och spetsiga näbbar och fjäderdräkt i gult, svart och grönt. Denna art är 14 cm lång och utmärker sig genom vita ytterkanter på stjärten. Båda könen har gult på undersidan, grönt på övergumpen och två vita vingband på de mörka vingarna. Hane i häckningsdräkt har svart hjässa och svartaktig mantel fläckad i gulgrönt, medan honan är grön på hela ovansidan. Jämfört med mycket lika och ytterst variabla parkioran har hane i häckningsdräkt gul nackkrage, något som ingen form parkioran vanligen uppvisar.

## Utbredning och systematik
Fågeln förekommer i Indien, i norr från Himachal Pradesh till Gujarat, Uttar Pradesh och norra Madhya Pradesh, österut sporadiskt till Bihar och Odisha och i söder till nordcentrala Tamil Nadu. Arten behandlas som monotypisk, det vill säga att den inte delas in i några underarter.

## Status
Artens population har inte uppskattats och dess populationstrend är okänd, men utbredningsområdet är relativt stort. Internationella naturvårdsunionen IUCN anser inte att den är hotad och placerar den därför i kategorin livskraftig.